# 社区
社区（しゃく）とは、もともとは英語の「コミュニティ」の中国語訳であり、社会学上の学術用語であったが、近年では中華人民共和国における都市部の基礎的な行政区画の単位を指す語として用いられる。

## 「社区」の定義
中華人民共和国政府（民政部）の定義によれば、「社区」とは、<1>一定の地域に住む人々によって構成され、<2>改革を通じて規模を調整した居民委員会の管轄区、のこととされている。中国では2000年前後をピークに、全国的に都市部の基層行政単位である街道・居民委員会レベルでの行政区画の再編が行われたが、その最も基礎的な単位である居民委員会の管轄範囲を、「コミュニティ」の学術概念をベースに再設定した。その背景には、従来の職場「単位（ダンウェイ）」を基盤とした都市住民管理や社会保障サービスが立ち行かなくなったことがあげられる。

## 「単位」から「社区」へ
中国では、所有形態は生産手段に関する国有ないし公有制、すなわち具体的には全人民所有制、および集団所有制と、生活に関する私的所有とに区分される。全人民所有制とは、「国有」を意味し、「単位（ダンウェイ）」と呼ばれる国営企業が代表的な対象であった。中国では農村戸籍を持つ農民を除いて、すべての就業人民は何らかの「単位」に属し、給与から住居・退職金などの社会福祉はいっさいこの「単位」が供与してきた。「単位」内部の者は、失業のおそれがないかわりに自由な流動は不可能で、誕生から死までの一切の面倒を「単位」に仰いでいた。結婚登記からホテルの宿泊、飛行機の切符購入、離婚、養子縁組に際し必要となる身分証明書のためにも、「単位」発行の紹介状が必要であったのである。しかし1980年代後半以降、国有企業の非効率の問題が徐々に露呈し始める。政府は全面的な国有企業改革を推進し、余剰人員を削減するとともに、社会的サービスの機能を企業から切り離し、国営企業を純粋な経済単位とした。それによって「単位保障」から「社会保障」への転換がされ、それに伴い多くの人が「単位人」から「社会人」への転換を余儀なくされた。また企業によって余剰人員が整理され、1990年代以降失業者が急速に増え、失業者に対する社会的ケアや支援が重要課題となった。さらに市場経済の進展に伴い、私営企業、民間企業等の非国有企業が急成長し、国有企業以外に雇用される人々が増加した。また、外資系企業の発展により、沿海地区の経済が飛躍的に発展し都市と農村の格差が拡大し、都市に出稼ぎに行く流動人口が増加した。以上のような背景のもと、1980年代後半以降、「社区服務」が模索され始めた。1996年6月に、上海での経験が上海モデルとして全国的に紹介された。この上海モデルの登場以降、社区服務事業の整備は「社区建設」という概念として敷衍され、全国規模での基層社会組織再編を伴った社区建設事業になっていった。

## 「社区建設」
社区建設とは、党と政府の主導の下で、社区の力に拠り、社区の資源を活用して社区の機能を強化し、社区の問題を解決し、社区成員の生活レベルを向上させ、社区の経済、政治文化、環境の協調・発展を促進する過程である。1990年代後半以降、政府はこのような社区建設を強力に推し進め、「単位」制度の下で周縁化されていた居民委員会の機能を強化した。居民委員会は行政の末端組織である「街道弁事処」の指導を受け、国家政策の宣伝、計画出産の管理、社会治安の維持、流動人口の管理、失業者の就業斡旋、青少年教育などの街道弁事処から下達された行政的な活動を行っている。他方、居民委員会は住民への福祉サービスや文化活動を行い、ボランティアを組織し、社区の環境美化、衛生管理、"空巣老人"（独居老人）の助け合い等を進めている。1990年代の末から都市部で唱えられていた社区建設の最終的な目標は、民主的自治を実現することである。2000年12月に民政部が出した「全国で都市の社区建設を推進する意見」では、住民自治の目標を「民主的選挙、民主的決議、民主的管理、民主的監督」を実現し、社区住民の「自己管理、自己教育、自己サービス、自己監督」を徐々に実現することとされている。すなわち住民の民主的選挙によって、民主的な自治組織を誕生させ、それにより民主的な管理と監督を行い、住民の自発的な参加によって、本当の意味での民主的自治を実現することが究極的な目標である。